# Pedro Francisco Correia de Oliveira
Pedro Francisco Correia de Oliveira (1860 — 1933) foi um político brasileiro.
Foi presidente da província da Paraíba, de 9 de agosto de 1888 a 8 de julho de 1889.